# Mitostoma macedonicum
Mitostoma macedonicum is een hooiwagen uit de familie aardhooiwagens (Nemastomatidae).